# Тепецинтла (муниципалитет Пуэблы)
Тепецинтла (исп. Tepetzintla) — муниципалитет в Мексике, входит в штат Пуэбла и занимает площадь 70,88 км². Расположен в северной части высокогорья штата.
Население Тепецинтлы на 2020 год составляло 10 373 человека, из которых 47,4 % — мужчины и 52,6 % — женщины. По сравнению с 2010 годом население Тепецинтлы выросло на 1,3 %.

## История
Существует две версии происхождения названия муниципалитета. Одна из версий предполагает происхождения названия «Тепецинтла» от науатль «tepetl» — гора и «tzintlán» — у подножия, у основания; что означает: «У подножия гор»; а другой «tepetl» «tzin» — апокопа от «tzintlic» — деминутива, и «-tla» — окончание, обозначающего изобилие чего-либо; означает «Изобилие гор».
До захвата испанскими завоевателями мексиканских земель, место Тепецинтла был основан тотонакским народом и продолжительное время находился в составе Тескоко.
В XIX веке был частью старого района Сакатлан.
В 1895 году Тепетцинтла был учрежден как Свободный муниципалитет.

## География и климат

### Орография
Муниципалитет расположен в северной части Сьерра-Норте-де-Пуэбла. Рельеф представляет собой общий склон с запада на восток с колеблющейся высотой от 110 до 2560 метров над уровнем моря сжатыми друг с другом тремя параллельными горными хребтами, что проходят через муниципалитет с запада на восток с крутыми склонами к рекам, и образующими большие или малые межгорные плато на территории муниципалитета. Первый горный хребет располагается между реками Непопуалько и Зесеуилько в северной части, достигая пика в горах Ксосокитепетль, Коисинк и Эхекатепек; второй возвышается между реками Зесеуилько и Йеуала в центральной части Тепецинтлы; третий находится в южной части между реками Земпоала и Йеуала, с выступающим пиком Мосонко.

### Гидрография
Тепецинтла принадлежит северному склону штата Пуэбла, образованному различными частичными бассейнами рек, впадающих в Мексиканский залив. Реки получают воды из многочисленных прерывистых течений прилегающих гор; они же образуют бассейн Теколутла:
- Река Зезеуико берет начало на северо-западе и протекает через северную часть с запада на восток;
- Река Земпоала является притоком Апулько, протекающая уже за пределами муниципалитета;
- Река Йехуала протекает через южную часть с запада на восток и впадает в Земпоалу[2].

### Климат
В муниципалитете наблюдается переход от умеренного климата Сьерра-Норте к субгумидному климату Мексиканского залива.
Существует два климата:
- Влажный умеренный климат с обильными дождями летом, среднегодовая температура от 12 до 18º C; температура самого холодного месяца от -3 до 18ºC; количество осадков самого засушливого месяца менее 40 мм. Встречается на юго-западе.
- Полутеплый субгумидный климат с дождями круглый год; среднегодовая температура превышает 18º C; температура самого холодного месяца от -3 до 18ºC; количество осадков в самый засушливый месяц превышает 40 мм. Занимает восточную часть муниципалитета[2].